# Јован Влајчић
Јован Влајчић (Лесковац, 1843 — Лесковац, октобар 1913) био је занатлија и индустријалац, син познатог лесковачког мумџије Тасе Влајчића чије су се свеће и сапуни радо куповали у лесковачком крају.

## Биографија
Рођен је у занатлијској породици. Отац Таса Влајчић је био сапунџија. За њега се причало да је некада био ситан трговац који је једног дана нашао у пољу поред града цркнутог вола, кога су сељаци ту бацили. Људи су окретали главу и заобилазили леш, али Таса се досетио па је узео вола и направио мноштво свећа које је продао, а новац уложио у израду нових свећа.
Јован је завршио школу код Ча Мите након чега је ступио код оца на сапунџијски занат. После очеве смрти наследио је радњу и радио на проширењу послова.
Са Лесковчанином Ђорђем Петровићем Бунзом је 1872. године основао фабрику, која је у почетку производила сапун за прање, углавном беле боје. Касније је исплатио ортака и посао наставио сам.
Након ослобођења Лесковца 1877. рад у фабрици је модернизован.
Он је одлично разумео да без теоријског стручног знања он своје предузеће неће моћи да развије до жељене величине, па је стога једног од својих синова. Тодора, шаље у иностранство како би се упознао са савременом фабрикацијом сапуна. После Тодоровог повратка из иностранства, где је научио процес производње шареног сапуна, који се до тада само увозио из Аустроугарске, фирма почиње да напредује.
Након Првог светског рата његови синови Тодор, Петар и Милан од добијене одштете су обновили своју фабрику, пласирали производе по целој краљевини СХС што им омогућило да 1926. године подигну ново здање Палату „Калодерму” (данашњи Лесковачки културни центар), на четири спрата, у којем су поред сапуна започели пороизводњу парфеми, колоњске воде и шампони.